# Fedorivka, Poliske
Fedorivka (în ucraineană Федорівка) este un sat în comuna Radînka din raionul Poliske, regiunea Kiev, Ucraina.

## Demografie
Componența lingvistică a localității Fedorivka
     Ucraineană (98,03%)
     Română (1,32%)
Conform recensământului din 2001, majoritatea populației localității Fedorivka era vorbitoare de ucraineană (98,03%), existând în minoritate și vorbitori de română (1,32%).